# Mohamed Diab
Mohamed Diab (in arabo محمد دياب‎?; Ismailia, 1978) è uno sceneggiatore e regista egiziano.
Noto per i suoi film affrontanti questioni delicate per il popolo egiziano, ha raggiunto la fama con il suo film esordiente Cairo 678 (Les Femmes du bus 678), uscito un mese prima della rivoluzione egiziana.

## Biografia
Dopo gli studi in discipline commerciali, lavorò per due anni in una banca americana. In seguito si orientò verso la cinematografia e riprese a studiare presso la New York Film Academy.

### El Gezeira
El Gezeira, uscito nel 2007, è un film ispirato alla vera storia dell'ascesa di uno spietato signore della droga che viveva su un'isola dell'Alto Egitto; stabilì record al botteghino ed è spesso citato nella cultura pop egiziana.
Il sequel El Gezeira 2, uscito nel 2014, mostra la fuga del signore della droga, dalla prigione (durante la rivoluzione egiziana), e il suo ritorno al potere sull'isola; il film stabilì nuovi record al botteghino egiziano diventando il film egiziano (e arabo) con il maggior incasso di tutti i tempi. Diab fu soltanto l'autore del film mentre fu Sherif Arafa a dirigerlo.

### Cairo 678
Cairo 678 è il film esordiente di Diab e segue le storie intrecciate di un trio vigilante di donne che affronta l'emergenza di molestie sessuali al Cairo. Il film, uscito nel dicembre 2010, è considerato il film egiziano contemporaneo più premiato; venne distribuito anche all'esterno ed ottenne molto successo (soprattutto in Francia, dove vendette 265.000 biglietti e ricevette il premio "Coup de foudre du public".

### Eshtebak (Scontro)
Eshtebak (Scontro) doveva essere un film sull'inizio della rivoluzione egiziana ma, alla fine, mostrò la fine della rivoluzione; l'intero film venne girato all'interno di un camion antisommossa della polizia.
Il film ricevette sovvenzioni e finanziamenti dalla San Francisco Film Society, dal CNC l'aide au Cinémas du Monde e dall'ARTE France e venne ufficialmente selezionato per il Festival di Cannes 2016, nella categoria Un Certain Regard.

### Moon Knight
Nell'ottobre 2020, Diab venne assunto per dirigere gli episodi di Moon Knight, ambientata nel Marvel Cinematic Universe e distribuita su Disney+.

## Filmografia parziale

### Cinema

#### Sceneggiatore
- Ahlam Hakekeya, regia di Mohamed Gomaa (2007)
- El Gezeira, regia di Sharif Arafah (2007)
- Badal Fa'ed, regia di Ahmad Ala El-Dib (2009)
- Alf Mabrouk, regia di Ahmad Nader Galal (2009)
- Cairo 678, regia di Mohamed Diab (2010)
- Decor, regia di Ahmad Abdalla (2014)
- El Gezira 2, regia di Sharif Arafah (2014)
- Eshtebak, regia di Mohamed Diab (2016)
- Amira, regia di Mohamed Diab  (2021)

#### Regista
- Cairo 678 (2010)
- Eshtebak (2016)
- Amira (2021)

### Televisione

#### Regista
- Moon Knight - serie TV, 4 episodi (2021)

## Riconoscimenti
Cairo 678 (Les Femmes du Bus 678) 
| Festival                                | Riconoscimenti                                      |
| --------------------------------------- | --------------------------------------------------- |
| Chicago International Film Festival     | Silver Hugo Miglior Film Silver Hugo Miglior Attore |
| Dubai International Film Festival       | Miglior Attore Migliore Attrice                     |
| Asia Pacific Screen Awards              | Gran Premio della Giuria Alta lode                  |
| Sydney Film Festival                    | Menzione Speciale                                   |
| Montpellier Mediterranean Film Festival | Premio del Pubblico Premio del Pubblico Giovane     |
| Taormina Film Festival                  | Premio Scelta Giovani                               |
| Heartland Film Festival                 | Gran Premio                                         |
| Khouribga African Film Festival         | Miglior Film Migliore Attrice co-protagonista       |
| Third Eye Asian Film Festival           | Miglior Film                                        |
| Mediterranean Film Festival             | Miglior Film                                        |
| Salé Women's Film Festival              | Menzione speciale                                   |
| Festival del cinema africano di Tarifa  | Premio Scelta del Pubblico                          |
| Cologne African Film Festival           | Premio Scelta del Pubblico                          |
| Egyptian Oscars                         | Miglior nuovo regista                               |
| Catholic Egyptian Film Festival         | Premio della giuria                                 |
| Arabian Sights Film Festival            | Premio Scelta del Pubblico                          |

Nel 2011, Christiane Amanpour premiò Mohamed Diab con un Webby Award.